# Olympus Range
Olympus Range är en bergskedja i Antarktis. Den ligger i Östantarktis. Nya Zeeland gör anspråk på området.
Olympus Range sträcker sig 18,7 km i öst-västlig riktning. Den högsta toppen är Mount Orestes, 2 100 meter över havet.
Topografiskt ingår följande toppar i Olympus Range:
- Artemis Ridge
- Mount Booth
- Mount Cerberus
- Eurus Ridge
- Mount Helios
- McClelland Ridge
- Nottage Ridge
- Mount Orestes
- Mount Peleus
- Mount Theseus
- Wrenn Peak